# جکی یرو ینگ
جکی یرو ینگ بنیانگذار و مؤسس مؤسسهٔ مهندسی زیستی و نانو فناوری (IBN) سنگاپور و عضو هیئت علمی مؤسسهٔ فناوری ماساچوست (MIT)، است.

## جوایز
- جایزه مصطفی برای ساخت مواد و سیستم‌های پیشرفته زیستی با ساختار نانویی از جمله ساخت نانوذرات پلیمری در سیستم‌های پاسخ محرک به منظور دارورسانی هوشمند در بدن